# Туманный
Туманный — посёлок городского типа в Кольском районе Мурманской области. Административный центр и единственный населённый пункт одноимённого городского поселения.

## География
Расположен на правом берегу реки Воронья в 129 км от Мурманска.

## История
Населённый пункт был включён в учётные данные и получил наименование 14 июля 1971 года. Статус посёлка городского типа присвоен решением Мурманского облисполкома № 160 от 12 апреля 1978 года.

## Население
| 1979 | 1989  | 2002 | 2009 | 2010 | 2011 | 2012 | 2013 | 2014 |
| ---- | ----- | ---- | ---- | ---- | ---- | ---- | ---- | ---- |
| 2647 | ↘1918 | ↘950 | ↘824 | ↘685 | ↘681 | ↘661 | ↘651 | ↘600 |
| 2015 | 2016  | 2017 | 2018 | 2019 | 2020 | 2021 | 2023 |      |
| ↘579 | ↗594  | ↘579 | ↘549 | ↘483 | ↘467 | ↘404 | ↘389 |      |

Численность населения, проживающего на территории населённого пункта, по данным Всероссийской переписи населения 2010 года составляет 685 человек, из них 322 мужчины (47 %) и 363 женщины (53 %).

## Местное самоуправление
Главы городского поселения
- Тамара Анатольевна Антоненко

Главы администрации
- Алёна Вячеславовна Седова
- до 2023 года (и. о.) — Елена Александровна Кожина
- с 2023 (и. о.) — Анна Андреевна Дидора